# Crepis trichocephala
Crepis trichocephala là một loài thực vật có hoa trong họ Cúc. Loài này được (Krasch.) Krasch. ex V.V.Nikitin mô tả khoa học đầu tiên năm 1960.